# 1/2の神話
「1⁄2の神話」（にぶんのいちのしんわ）は、日本の歌手中森明菜の楽曲および日本のシンガーソングライター大沢誉志幸（現：大澤誉志幸）の楽曲。この楽曲は、中森の4枚目のシングルとして、1983年2月23日にワーナー・パイオニア（現：ワーナーミュージック・ジャパン）のリプリーズ・レコードレーベルよりリリースされた (EP: L-1660)。続いてこの楽曲を手掛けた大沢が「1⁄2の神話」をセルフカバーし、1994年7月21日にEpic/Sony Records（現：ソニー・ミュージックレーベルズ エピックレコードジャパンレーベル）より大沢のシングルとしてリリースされた (8cmCD: ESDB-3487)。

## 背景
中森の「1⁄2の神話」は、1983年2月23日にシングル・レコード (EP: L-1660)で発売された。シングル盤のディスクジャケットは2種類存在しており、シングル・レコードのライナーノーツには本曲の楽譜が掲載された。この楽曲は、中森の2枚目のシングル「少女A」に続くツッパリ路線の売野雅勇による作詞で、ソロデビュー前の大沢誉志幸が作曲し、萩田光雄が編曲を手掛けた。プロデュースは「スローモーション」、「少女A」、そして前作「セカンド・ラブ」に続いて小田洋雄が手掛けた。
初期タイトル案は「不良1⁄2」で、既にジャケットも完成していたが、発売直前になってNHKから「このタイトルだとNHK的に厳しい（番組で歌唱させられない）」とクレームがつき、急遽レコード会社と売野の間で協議が持たれ題名が変更されたという。ただ売野はこの題名変更は不満だったようで、後に「インパクトがなくなった。（中略）つまりタイトルが悪かったんです」と語っている。
この楽曲は中森の後の作品で新録されており、2006年1月リリースのベスト・アルバム『BEST FINGER 25th anniversary selection』に収録された。2010年には、中森をモチーフとしたパチンコ台『CR中森明菜・歌姫伝説〜恋も二度目なら〜』に本曲が収録された。
シングル盤「1⁄2の神話」のB面として発表された「温り」は、井上あづさが作詞と作曲を手掛け、編曲は「1⁄2の神話」に続いて萩田が手掛けたボサノヴァ調の楽曲である。作詞・作曲を行った井上あづさは他の歌手を含めこの曲以外に一切作品の提供を行っていない。長らく正体不明とされているが、当時ワーナーに所属していた男性スタッフではないかという説もある。

## 批評
音楽評論家の堤昌司は、中森の「1⁄2の神話」の楽曲の音楽性について、前奏から「ノイジーなギター・サウンド」を取り入れており、「ロック色」を鮮烈に示していると批評した。また中森の歌唱については、「引きつけたり突き放したり、メリハリをつけた変幻自在の歌唱」であると指摘し、この中森の歌唱法が、揺るぎないものへと同時進行しているように見えると批評した。

## チャート成績
中森のこの楽曲は、TBS系音楽番組『ザ・ベストテン』では、1983年3月24日から1983年5月5日の放送まで7週連続で1位を記録し、1983年度の年間総合ベストテンで8位を記録した。オリコン週間シングルチャートでは、1983年3月7日付で初登場・最高順位ともに1位を記録し、以降1983年4月11日付まで6週連続で1位を獲得した。同チャートの100位以内においては、計17週に渡ってランクインしている。また、1983年度のオリコン年間シングルチャートでは、13位を記録。57万枚を上回る売り上げとなった。

## 収録曲
| 全編曲: 萩田光雄。 |               |            |            |      |
| #                  | タイトル      | 作詞       | 作曲       | 時間 |
| A.                 | 「1⁄2の神話」 | 売野雅勇   | 大沢誉志幸 | 3:20 |
| B.                 | 「温り」      | 井上あづさ | 井上あづさ | 4:34 |
| 合計時間:          | 合計時間:     | 合計時間:  | 合計時間:  | 7:54 |

### 規格
- 1988年7月25日 - 8cmCD: 10SL-133[20]
- 1988年12月21日 - CT: 10L5-4043[21]
- 1998年11月26日 - 12cmCD: WPC6-8661[22]
- 2008年11月12日 - デジタル・ダウンロード[23][24]
- 2014年6月18日 - 12cmCD, Singles Box 1982-1991の一枚として

## クレジット
「1⁄2の神話」のライナー・ノーツより
| - プロデューサー: 小田洋雄 - ディレクター: 島田雄三 - ミキサー: 菊地功 - 撮影: 玉川清 | - デザイン: 持田恭男 - セールス・プロモーター: 畠山政行 - プロモーター: 富岡信夫、田中良明 |

## 収録アルバム
1⁄2の神話
- 『BEST AKINA メモワール』[25][3]
- 『BEST』[26][3]

## 大沢誉志幸による歌唱盤
中森明菜に「1⁄2の神話」を楽曲提供した大沢誉志幸が、1994年7月21日にEpic/Sony Recordsよりこの楽曲のセルフカバーを発表している。中森版よりもハードな曲調のファンクとなっている。この楽曲は、大沢のセルフカバー・アルバム『Collage』からのシングルとして、このアルバムと同時リリースされた。大沢のシングルとしては23枚目である。また、大沢のシングル盤「1⁄2の神話」の2曲目には、同じくセルフカバー・アルバム『Collage』より、吉川晃司に楽曲提供した「ラ・ヴィアンローズ」のセルフカバーが収録された。

### 収録曲
| 全作詞: 売野雅勇、全作曲: 大沢誉志幸、全編曲: 大沢誉志幸 with カメレオンズ。 |                        |          |            |      |
| #                                                                            | タイトル               | 作詞     | 作曲・編曲 | 時間 |
| 1.                                                                           | 「1⁄2の神話」          | 売野雅勇 | 大沢誉志幸 | 4:54 |
| 2.                                                                           | 「ラ・ヴィアンローズ」 | 売野雅勇 | 大沢誉志幸 | 4:33 |